# Cefalea a rombo di tuono
La cefalea a rombo di tuono è un mal di testa molto forte che compare all'improvviso. È definito come un intenso mal di testa che impiega pochi minuti per raggiungere la massima intensità. Può comparire in diverse patologie, anche molto gravi come l'emorragia subaracnoidea. Di solito ulteriori indagini vengono eseguite per identificare la causa di fondo.

## Storia
L'importanza di tener sottocontrollo mal di testa acuti e diagnosticare emorragia sub aracnoidea risale al 1920, quando il neurologo inglese Charles Symonds descrisse la sindrome clinica. Il termine “a rombo di tuono” fu introdotto nel 1986 in una relazione scritta da John Day e Neil Raskin, neurologi dell'Università della California, San Francisco, su una donna quarantaduenne affetta da mal di testa cronici e fu scoperto avesse un aneurisma senza però lacerazioni.

## Segni e Sintomi
Il termine “cefalea a rombo di tuono” sta a significare un acuto mal di testa nelle persone che raggiunge il picco di massima intensità da pochi secondi ad un paio di minuti. In alcuni casi non ci sono anormalità, ma tra le varie cause troviamo dei sintomi neurologici. Le cause più importanti sono l'emorragia subaracnoidea, la trombosi del seno venoso cerebrale e la dissezione dell'arteria cervicale.
Nell'emorragia sub aracnoidea potrebbe esserci una sincope (perdita transitoria di coscienza), convulsioni, meningismo (dolore e rigidità del collo), sintomi legati alla vista e vomito. Il 50-70% delle persone con un'emorragia sub aracnoidea hanno un mal di testa isolato senza la diminuzione del livello di coscienza. Solitamente il mal di testa persevera per alcuni giorni.
La trombosi del seno venoso cerebrale, trombosi delle vene del cervello, causa solitamente un mal di testa che riflette l'aumento della pressione intracranica ed è peggiorato da tutto ciò che ne aumenta la pressione, come la tosse. Nel 2-10% dei casi, il mal di testa è una caratteristica della condizione. In molti casi ci sono altre anormalità neurologiche, come convulsioni e debolezza del corpo, ma nel 15-30% dei mal di testa si tratta solamente di anormalità.
La dissezione dell'arteria Carotidea e la dissezione dell'arteria vertebrale (insieme alla dissezione dell'arteria cervicale), provoca una rottura all'interno della parete dei vasi sanguigni che nutrono il cervello, a volte provocano un dolore sul lato colpito del collo o della testa. Il dolore solitamente precede i problemi causati dal sangue che fluisce al di fuori dell'arteria nel cervello; questa lacerazione può portare sintomi visivi, debolezza di alcune parti del corpo, e altre anormalità che dipendono dalla gravità del vaso colpito.

## Cause
La cefalea a rombo di tuono può essere causata da numerose condizioni primarie:
- Emorragia sub aracnoidea (10-25% dei casi)
- Trombosi del seno venoso cerebrale
- Dissezione dell'arteria Cervicale
- Emergenza ipertensiva (pressione sanguigna elevata)
- Ipotensione intracranica (bassa pressione del liquido cerebrospinale senza una vera e propria spiegazione)
- Ematoma retroclivale (ematoma nella parte posteriore della nuca, clivo; solitamente dovuta ad un trauma fisico ma a volte può essere spontaneo)
- Ictus (il mal di testa compare in circa il 25% degli stroke ma non è una caratteristica solita dei thuderclap)
- Apoplessia pituitaria (infarto o emorragia della ghiandola pituitaria)
- Ciste colloide del terzo ventricolo
- Meningite (difficilmente legata alla condizione)
- Sindrome vasocostrizione cerebrale reversibile
- Cefalea primaria da tosse, cefalea da sforzo primaria e cefalea sessuale primaria
- Cefalea a rombo di tuono da cefalea primaria

## Diagnosi
La prima indagine da fare è la tomografia computerizzata del cervello, per verificare una possibile emorragia sub aracnoidea. Se la tomografia risulta negativa, si consiglia un'iniezione lombare con una piccola proporzione di SAH così da poter indagare meglio grazie ad una tomografia con mezzo di contrasto.
Se entrambe le prove sono nella norma, si possono richiedere ulteriori test come per esempio la risonanza magnetica (RM). L'angiografia a risonanza magnetica (MRA) può essere molto utile nell'identificare problemi arteriosi (come una dissezione), mentre la risonanza magnetica venografica (MRV) identifica trombi venosi. Se l'MRA e l'MRV sono normali, non è necessario procedere con un'angiografia cerebrale, molto più precisa ma anche molto più invasiva per quanto riguarda i vasi sanguigni del cervello.